# Phyllophaga integriceps
Phyllophaga integriceps är en skalbaggsart som beskrevs av Moser 1918. Phyllophaga integriceps ingår i släktet Phyllophaga och familjen Melolonthidae. Inga underarter finns listade i Catalogue of Life.